# Nato Shavlakadze
Nato Shavlakadze, chefe da AVNG (Anti-violence Network from Geórgia), e as suas amigas, em 2003, criaram esta rede e abriram o primeiro abrigo do país destinado a vítimas de violência doméstica e de tráfico. Além de disponibilizar alojamento, a organização oferece assistência jurídica, apoio psicológico, e conta ainda com o auxílio de uma assistente social. Para além disso, possui uma linha telefónica de apoio e dá formação a agentes policiais e outros. 

## Prémios e homenagens [editar|editar código-fonte]
Nato Shavlakadze foi homenageada pelo Governo da Suécia, na exposição itinerante "Mundo Igualitário do ponto de vista do género - um tributo a quem luta pelos Direitos das Mulheres", constituída por quinze retratos de autoria da fotografa sueca Anette Brolenius, que se destacaram pela defesa da Igualdade de Género e Direitos das mulheres. Esta exposição abriu ao público no dia 2 de março de 2020 em Portugal, no concelho do Funchal, na  Região Autónoma da Madeira. 